# Hämeenkyrö
Hämeenkyrö (in svedese Tavastkyro) è un comune finlandese di 10257 abitanti, situato nella regione del Pirkanmaa, nei pressi di Tampere.